# Pont de la Moutonnerie
Le pont de la Moutonnerie est un pont ferroviaire de Nantes qui permet le passage de la ligne de Tours à Nantes tout en préservant l'accès au quartier Malakoff-Pré Gauchet.

## Localisation
Le pont se trouve au sud de la jonction des boulevards de Stalingrad et Ernest-Dalby, ainsi qu'à l'est de l'emprise ferroviaire de la gare de Nantes. Il enjambe la rue du Pont-de-l'Arche-de-Mauves. 

## Histoire
Inauguré en 1851 sur le territoire de la commune de Doulon, le pont était doté, jusqu'au début des années 2000, de lourdes portes qui permettaient lorsqu'elles étaient closes de tenter de limiter les effets des crues de la Loire située à 600 mètres au sud de l'ouvrage. Cependant, cette précaution n'empêchait pas que les crues affectent aussi régulièrement le « ruisseau du Gué Robert » qui à l'origine passait sous le pont, puis longeait le boulevard Dalby qui était situé en zone inondable comme les rues avoisinantes. Les inondations étaient fréquentes. Celle de 1872 a été l'objet de la pose d'une plaque de repère de crue sur un pilier, sous le tablier du pont. L'inondation de 1904 fut particulièrement catastrophique.
Les travaux de canalisation du ruisseau qui furent entrepris après le rattachement de Doulon à Nantes en 1908 se poursuivirent durant les décennies suivantes, et réglèrent définitivement le problème. Le chemin du Pont-de-l'Arche prit alors la place du cours d'eau. 
En 2008, le pont initial jugé trop étroit pour absorber la trafic en provenance ou à destination du nouveau quartier de Malakoff-Pré Gauchet, fut doublé par un nouvel ouvrage en béton réservé à la circulation automobile, l'ancien pont étant réservé aux deux-roues et aux piétons.